# Olney (Buckinghamshire)
Olney è un paese di 6 032 abitanti della contea del Buckinghamshire, in Inghilterra.